# 形式知
形式知（けいしきち、英: Explicit knowledge）は、知識の分類の一つであり、主に文章・図表・数式などによって説明・表現できる知識を指す。暗黙知に対する概念である。明示知ともいう。

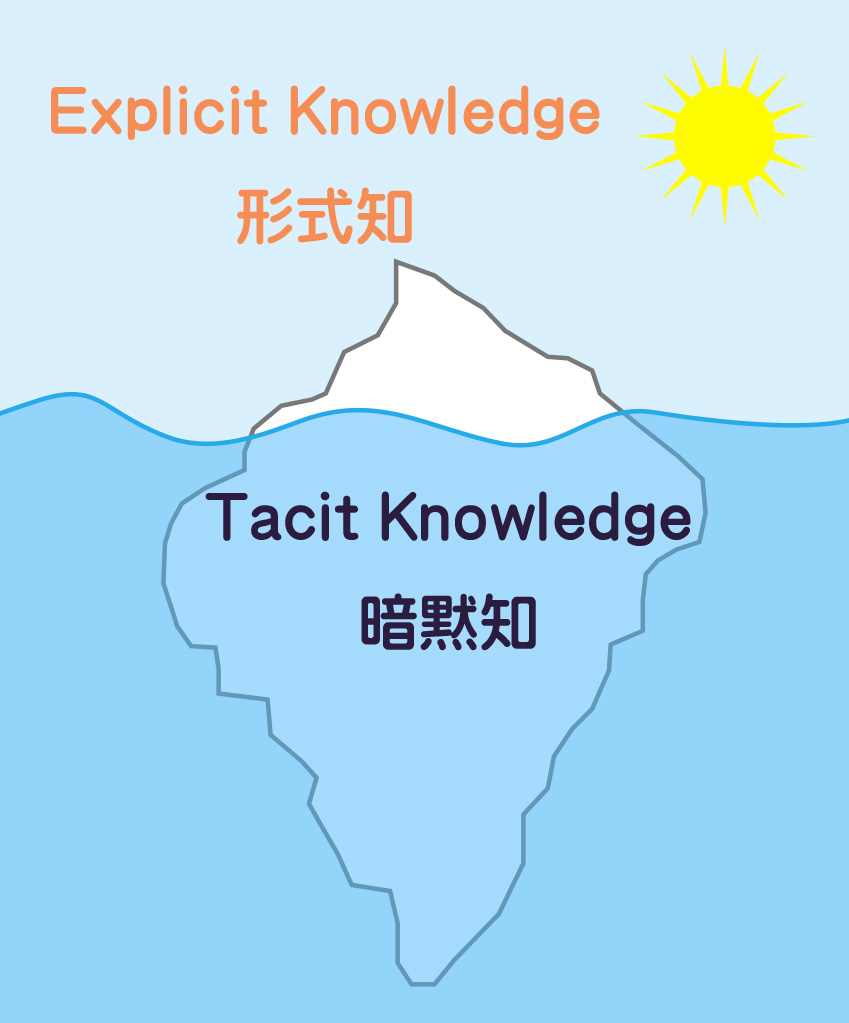
形式知と暗黙知の関係を氷山になぞらえた図

形となって表に表れているため、誰にも認識が可能で、客観的にとらえることができる知識である。
ナレッジマネジメントにおいて、形式知という概念は暗黙知と共に使われる。SECIプロセスにおいて、暗黙知・形式知の相互作用によって、個人の知識が組織の知識へと変換されていく過程が説明されている。
組織における形式知の一般的な例は、各組織が独自に作成した作業手順、マニュアル書、報告書等である。

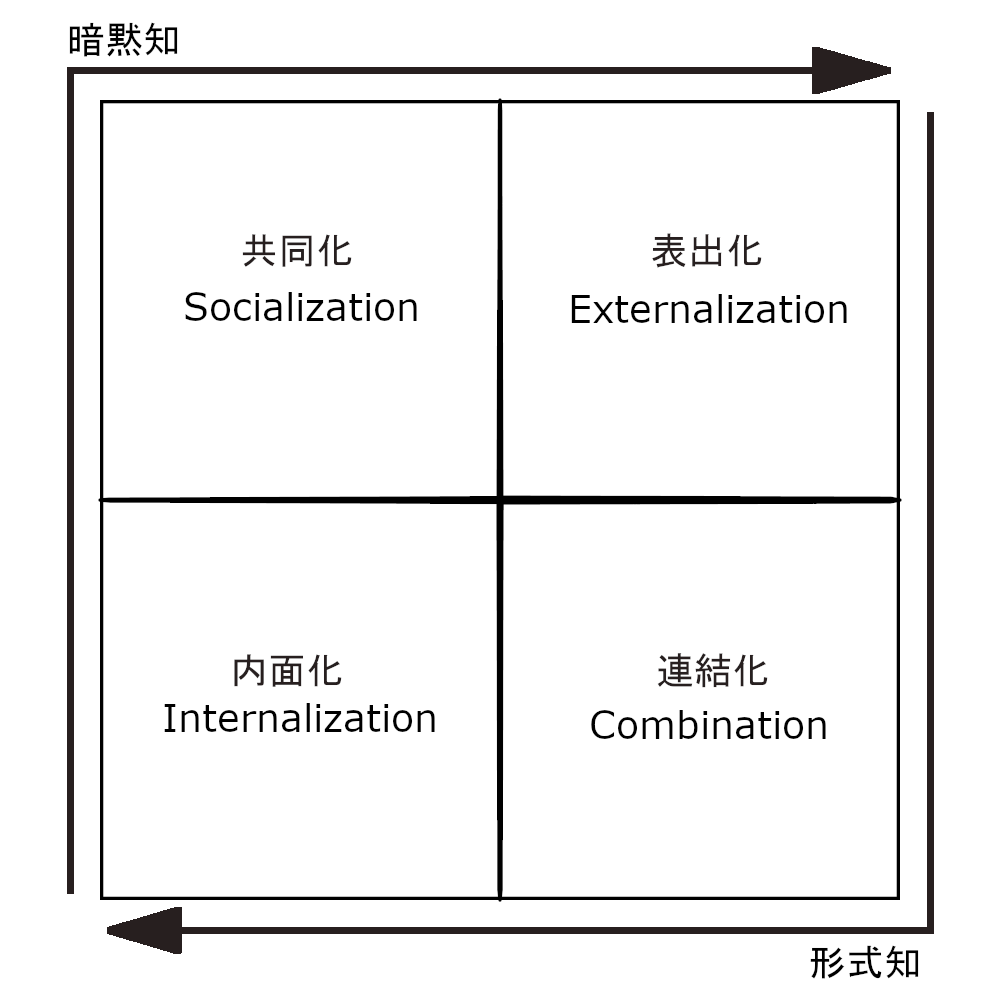
SECIモデル。